# Intermodalność
Intermodalność – zdolność do płynnego poruszania się danego środka transportu w różnych środowiskach drogi (kołowej, szynowej, wodnej), eliminująca lub ograniczająca defekty i słabe strony tradycyjnych systemów transportu kombinowanego i intermodalnego.